# Населення Боснії і Герцеговини
Населення Боснії і Герцеговини. Чисельність населення країни 2015 року становила 3,867 млн осіб (129-те місце у світі). Чисельність боснійців стабільно зменшується, народжуваність 2015 року становила 8,87 ‰ (212-те місце у світі), смертність — 9,75 ‰ (48-ме місце у світі), природний приріст — -0,13 % (207-ме місце у світі) . 

## Природний рух

### Відтворення
Народжуваність у Боснії і Герцеговині, станом на 2015 рік, дорівнює 8,87 ‰ (212-те місце у світі); 2006 року — 8,77 ‰. Коефіцієнт потенційної народжуваності 2015 року становив 1,27 дитини на одну жінку (218-те місце у світі). Рівень застосування контрацепції 45,8 % (станом на 2012 рік). Середній вік матері при народженні першої дитини становив 26,3 року (оцінка на 2011 рік).
Смертність у Боснії і Герцеговині 2015 року становила 9,75 ‰ (48-ме місце у світі); 2006 року — 8,27 ‰.
Природний приріст населення в країні 2015 року був негативним і становив -0,13 % (депопуляція) (207-ме місце у світі); 2006 року — 1,35 %.

### Вікова структура

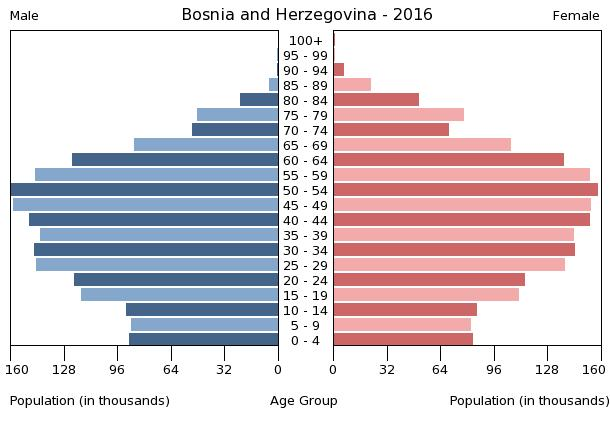
Віково-статева піраміда населення Боснії і Герцеговини, 2016 рік

Середній вік населення Боснії і Герцеговини становить 41,7 року (35-те місце у світі): для чоловіків — 40,2, для жінок — 43,1 року. 2006 року ці показники дорівнювали загалом — 38,5, для чоловіків — 37,2, для жінок — 39,5 року. Очікувана середня тривалість життя 2015 року становила 76,55 року (85-те місце у світі), для чоловіків — 73,54 року, для жінок — 79,77 року. Загалом відчутний тренд до зниження цього показника, 2006 року він дорівнював загалом 78 рокам, для чоловіків — 74,5 року, для жінок — 81,9 року.
Вікова структура населення Боснії і Герцеговини, станом на 2015 рік, виглядає таким чином:
- діти віком до 14 років — 13,48 % (269 086 чоловіків, 252 189 жінок);
- молодь віком 15-24 роки — 12,36 % (246 849 чоловіків, 231 007 жінок);
- дорослі віком 25-54 роки — 46,48 % (902 704 чоловіка, 894 787 жінок);
- особи передпохилого віку (55-64 роки) — 14,01 % (259 579 чоловіків, 282 371 жінка);
- особи похилого віку (65 років і старіші) — 13,67 % (206 288 чоловіків, 322 195 жінок)[1].

### Шлюбність— розлучуваність
Коефіцієнт шлюбності, тобто кількість шлюбів на 1 тис. осіб за календарний рік, дорівнює 5,1; коефіцієнт розлучуваності — 0,4; індекс розлучуваності, тобто відношення шлюбів до розлучень за календарний рік — 8 (дані за 2010 рік). Середній вік, коли чоловіки беруть перший шлюб дорівнює 29,6 року, жінки — 26,4 року, загалом — 28 років (дані за 2014 рік).

## Розселення

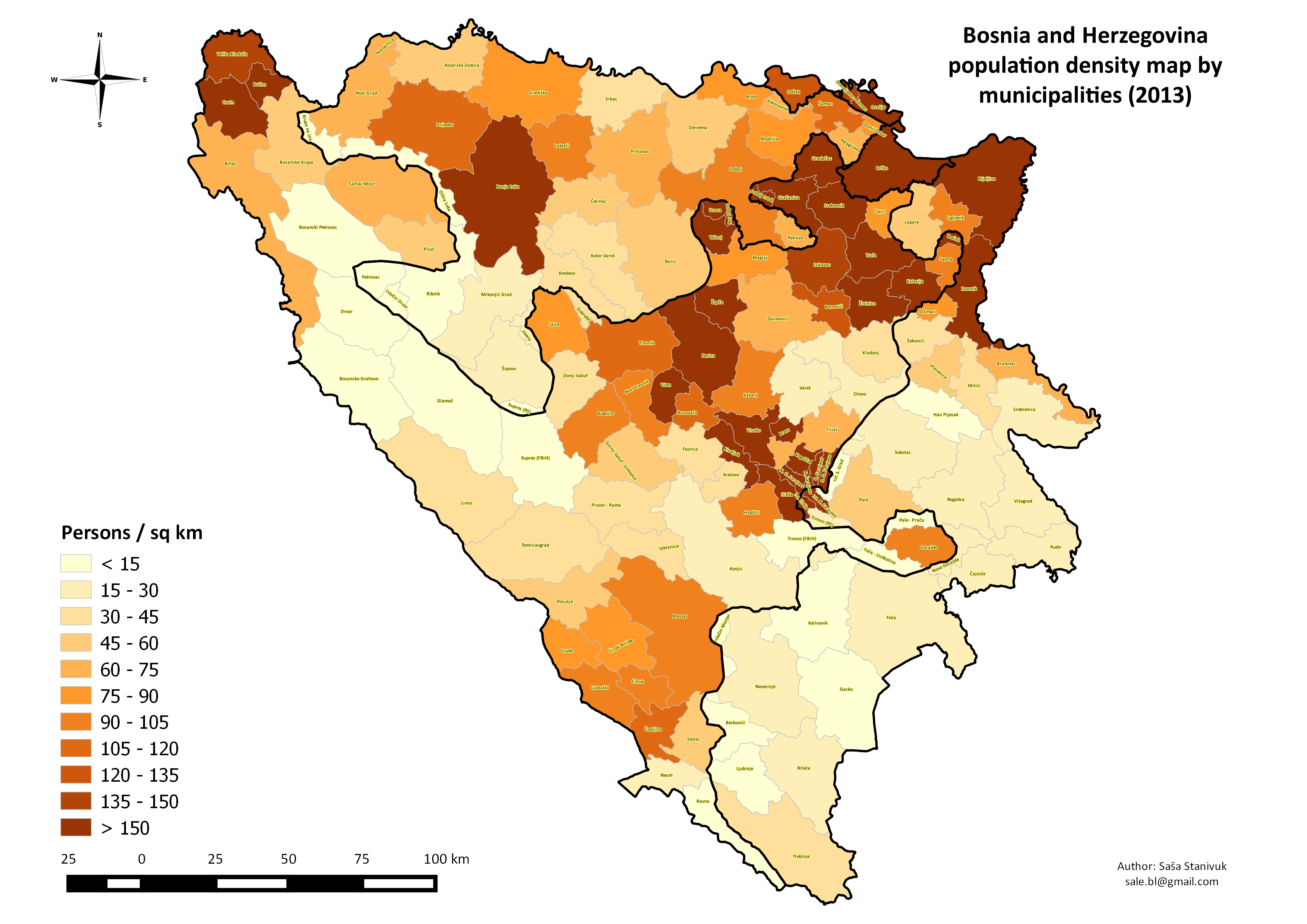
Густота населення за регіонами

Густота населення країни 2015 року становила 74,7 особи/км² (132-ге місце у світі). Більшість населення концентрується в північній та центральній частинах, населених сербами і бошняками, відповідно.

### Урбанізація
Боснія і Герцеговина середньоурбанізована країна. Рівень урбанізованості становить 39,8 % населення країни (станом на 2015 рік), темпи зростання частки міського населення — 0,14 % (оцінка тренду за 2010—2015 роки).
Головні міста держави: Сараєво (столиця) — 318,0 тис. осіб (дані за 2015 рік).

### Міграції
Річний рівень еміграції 2015 року становив 0,38 ‰ (131-ше місце у світі). Цей показник не враховує різниці між законними і незаконними мігрантами, між біженцями, трудовими мігрантами та іншими.

#### Біженці й вимушені переселенці
Станом на 2015 рік, в країні постійно перебуває 6,68 тис. біженців з Хорватії. У той самий час у країні, станом на 2015 рік, налічується 98,32 тис. внутрішньо переміщених осіб, босняків, сербів і хорватів, що залишили домівки під час громадянської війни 1992—1995 років.
У країні перебуває 58 осіб без громадянства.
Боснія і Герцеговина є членом Міжнародної організації з міграції (IOM).

## Расово-етнічний склад
| Етнічний склад (2014 рік) | Етнічний склад (2014 рік) | Етнічний склад (2014 рік) | Етнічний склад (2014 рік) | Етнічний склад (2014 рік) |
| ------------------------- | ------------------------- | ------------------------- | ------------------------- | ------------------------- |
| Етнос:                    |                           |                           | Відсоток:                 |                           |
| босняки                   | босняки                   |                           | 50.1%                     | 50.1%                     |
| серби                     | серби                     |                           | 30.8%                     | 30.8%                     |
| хорвати                   | хорвати                   |                           | 15.4%                     | 15.4%                     |
| інші                      | інші                      |                           | 2.7%                      | 2.7%                      |

Головні етноси країни: бошняки — 50,1 %, серби — 30,8 %, хорвати — 15,4 %, інші — 2,7 % (оціночні дані за 2013 рік). Оціночні дані по Республіці Сербській викликають багато питань щодо методології проведення аналізу.

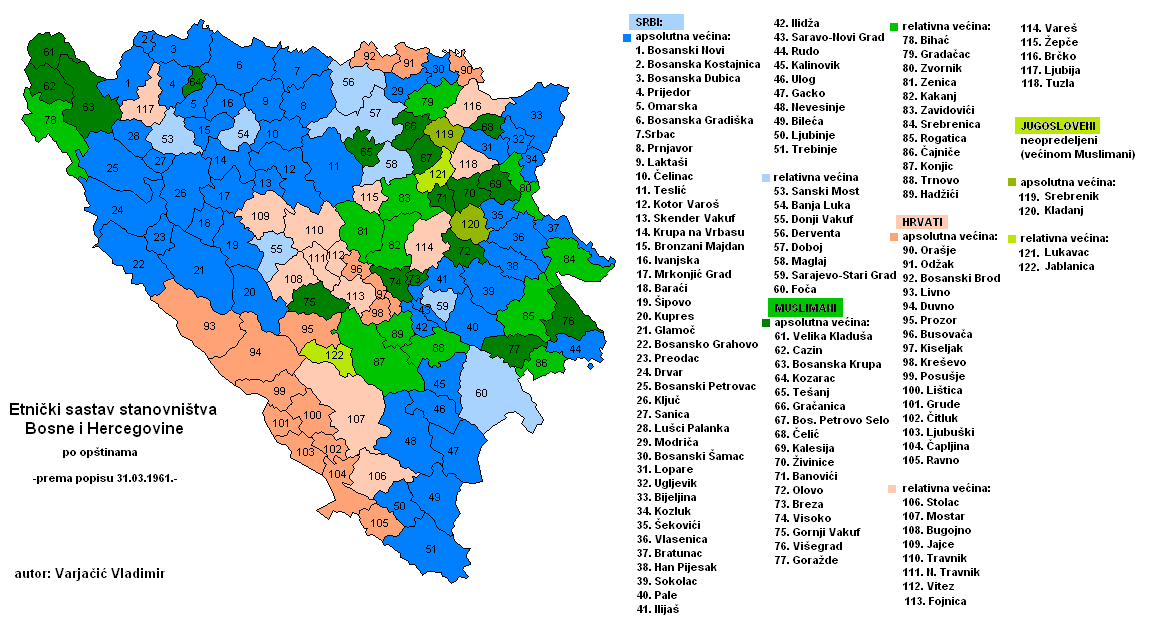
Етнічна більшість по регіонах, 1961 рік
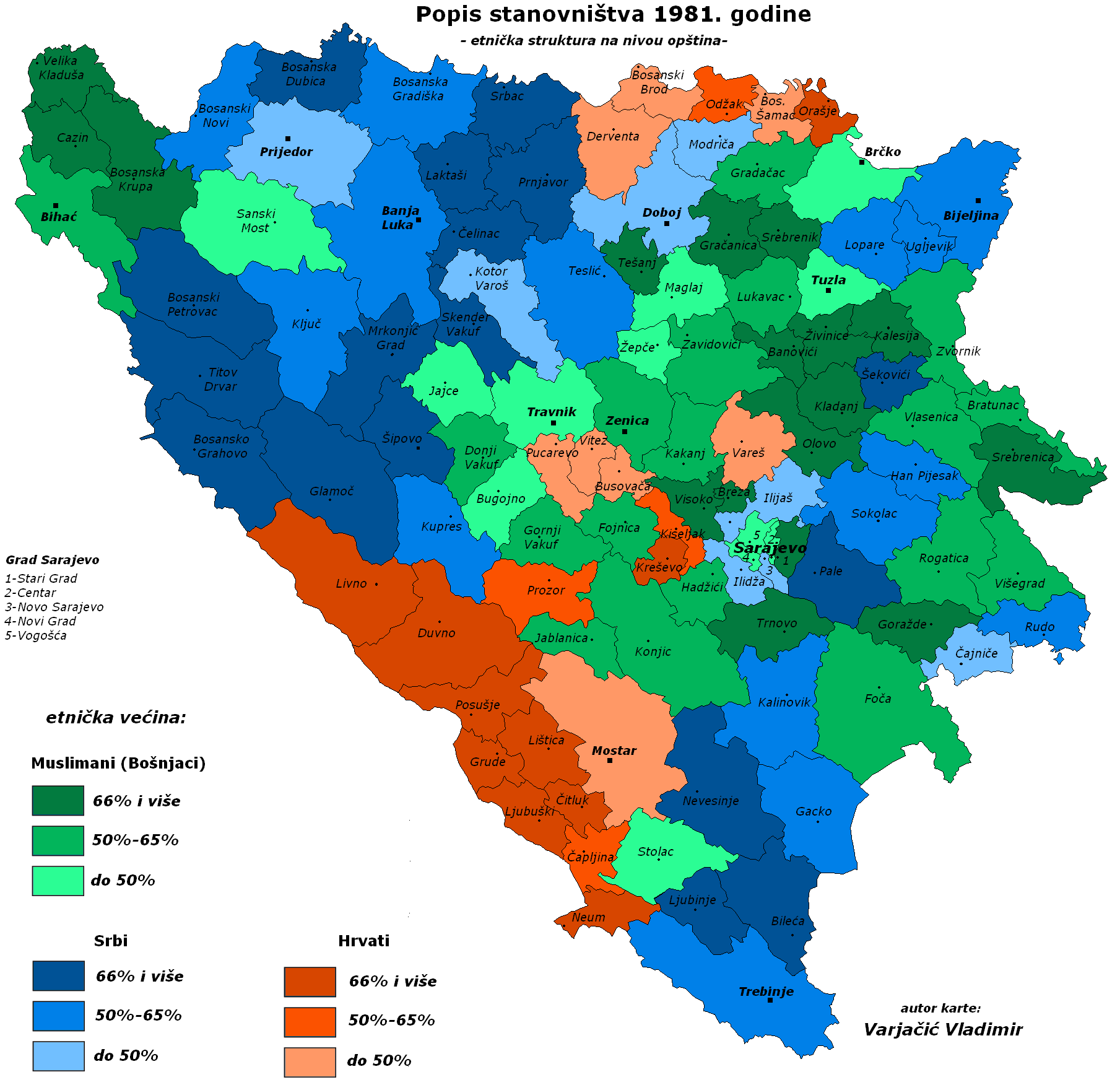
Етнічна більшість по регіонах, 1981 рік
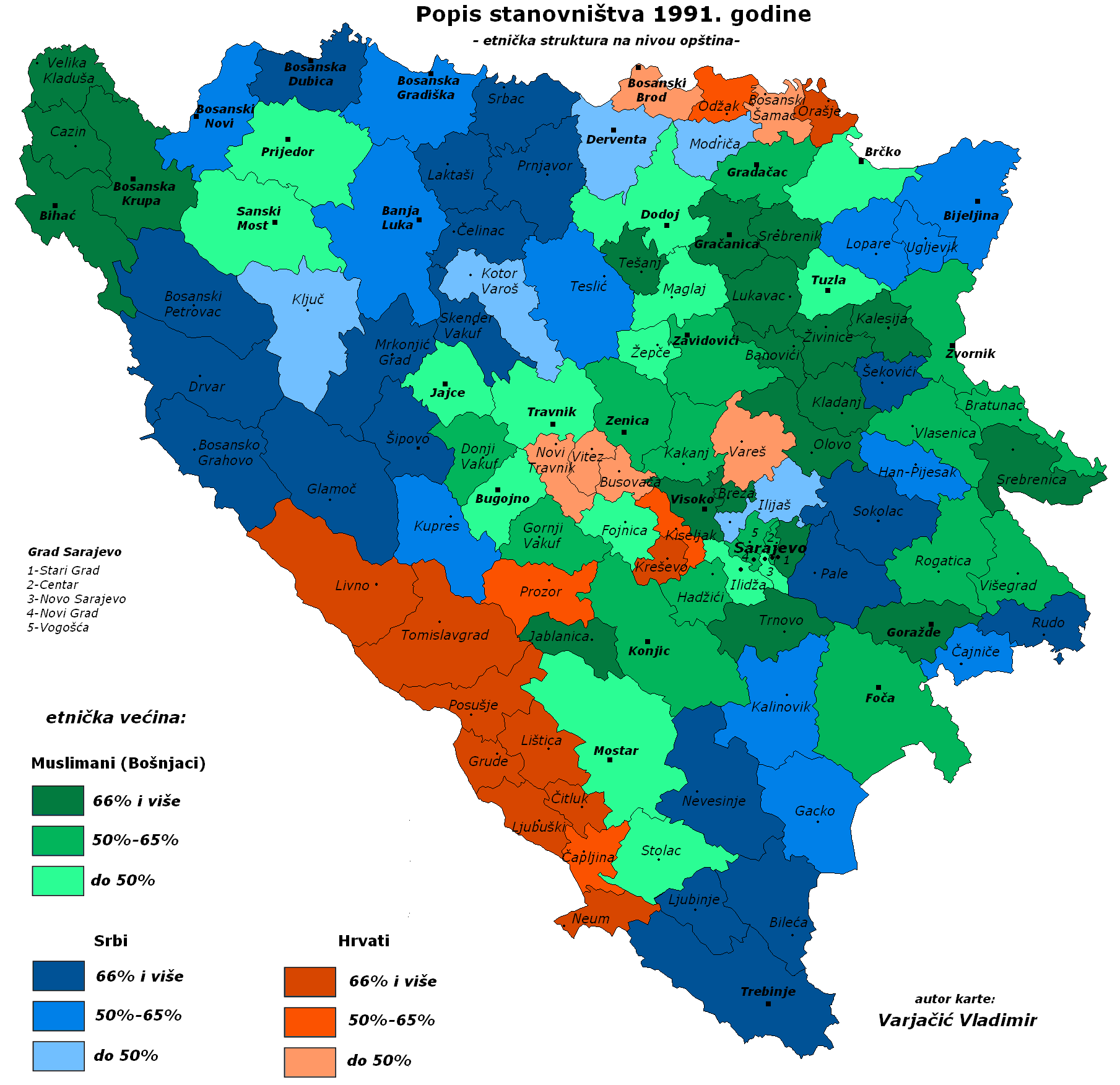
Етнічна більшість по регіонах, 1991 рік

## Мови
| Мови Боснії і Герцеговини (2015 рік) | Мови Боснії і Герцеговини (2015 рік) | Мови Боснії і Герцеговини (2015 рік) | Мови Боснії і Герцеговини (2015 рік) | Мови Боснії і Герцеговини (2015 рік) |
| ------------------------------------ | ------------------------------------ | ------------------------------------ | ------------------------------------ | ------------------------------------ |
| Мова:                                |                                      |                                      | Відсоток:                            |                                      |
| боснійська                           | боснійська                           |                                      | 50,1%                                | 50,1%                                |
| хорватська                           | хорватська                           |                                      | 15%                                  | 15%                                  |
| сербська                             | сербська                             |                                      | 30%                                  | 30%                                  |

Офіційні мови: боснійська, хорватська і сербська. Боснія і Герцеговина, як член Ради Європи, підписала 7 вересня 2005 року і ратифікувала 21 вересня 2010 року (вступила в дію 1 січня 2010 року) Європейську хартію регіональних мов (вступила в дію 1 жовтня 2001 року). Регіональними мовами визнані: албанська, чорногорська, чеська, словацька, хорватська, словенська, угорська, македонська, італійська, німецька, польська, румунська, русинська, турецька, українська, їдиш і ладино.

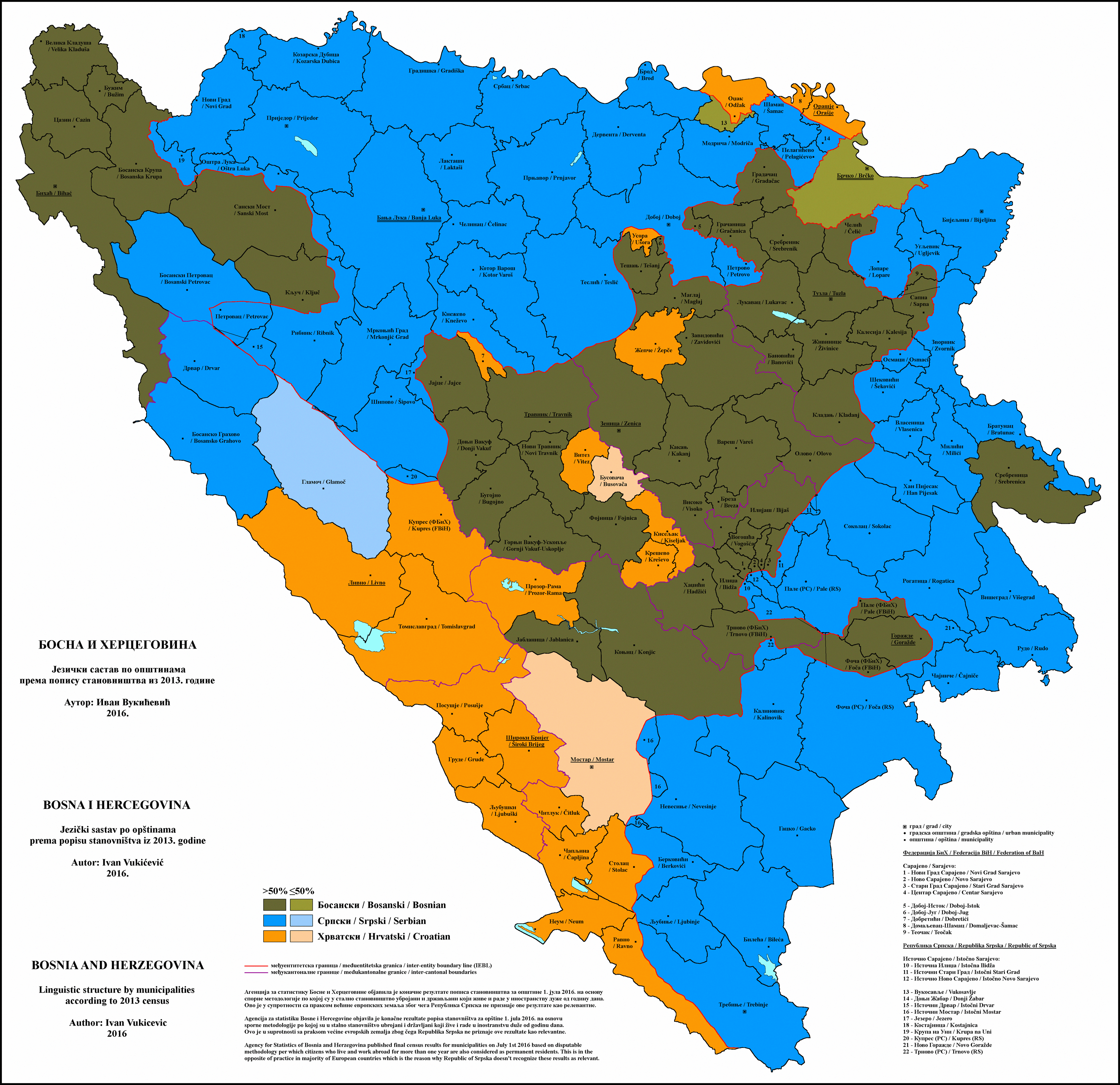
Етніолінгвістична мапа Боснії і Герцеговини, 2013 рік
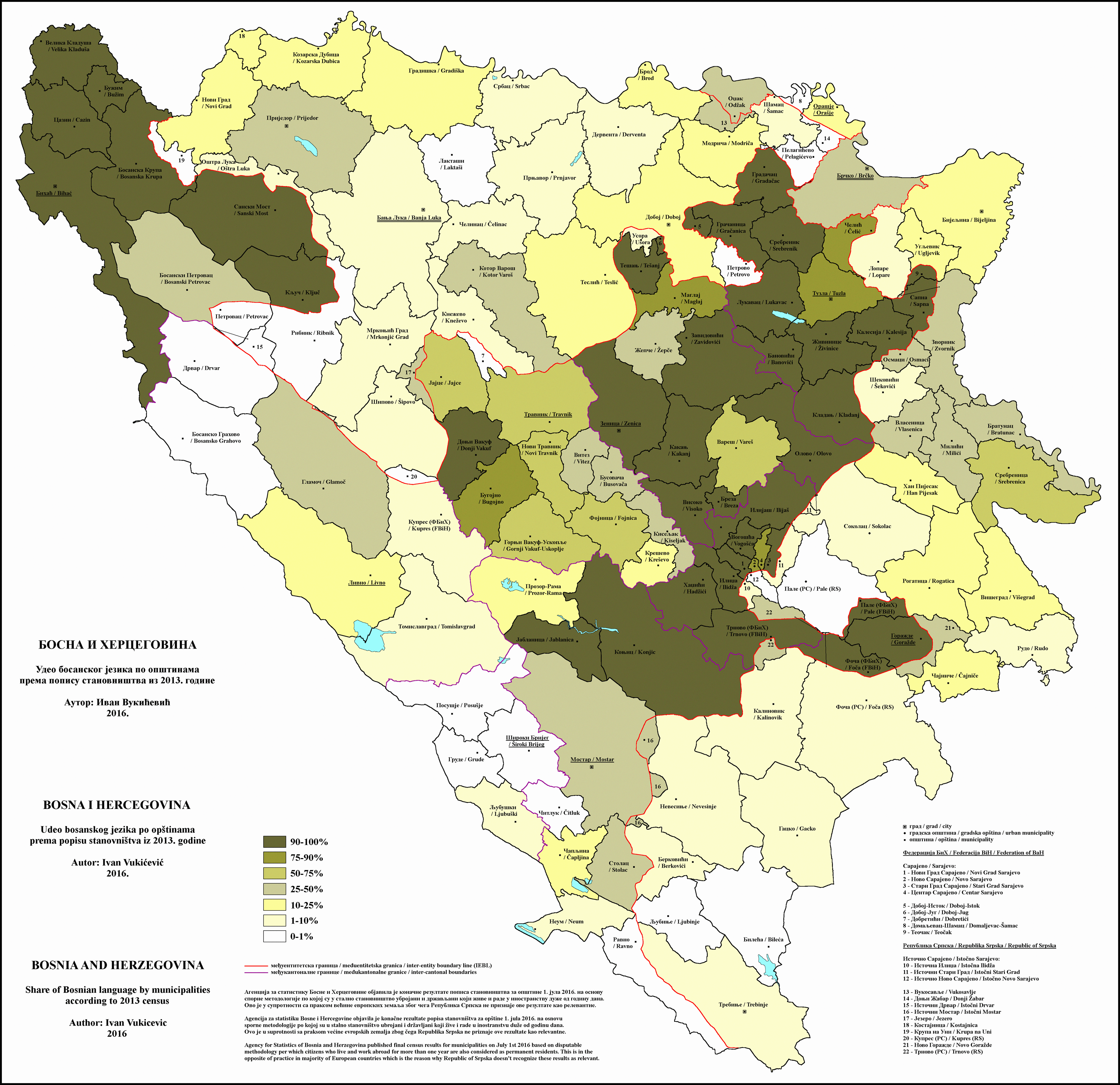
Поширення боснійської мови, 2013 рік
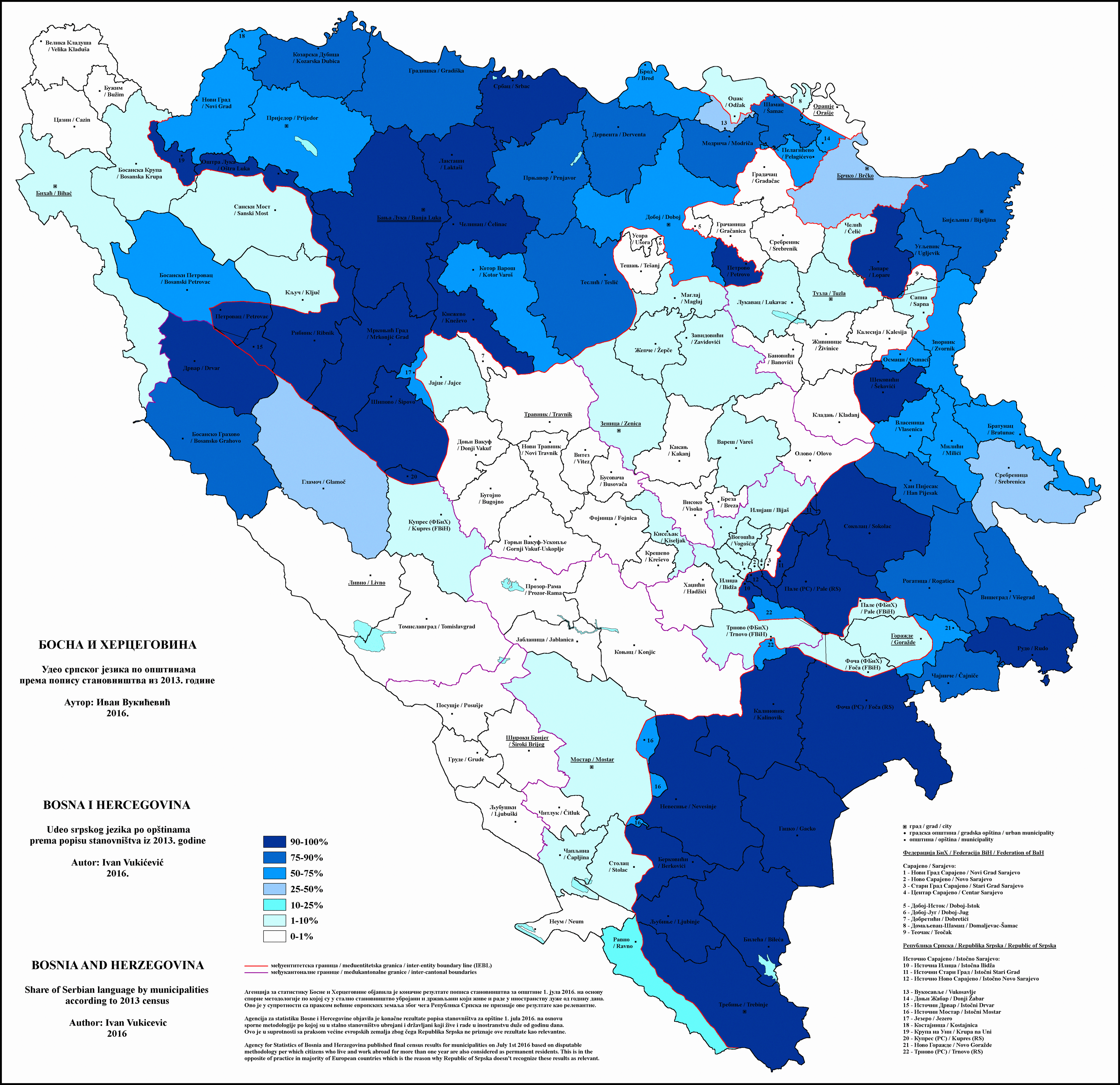
Поширення сербської мови, 2013 рік
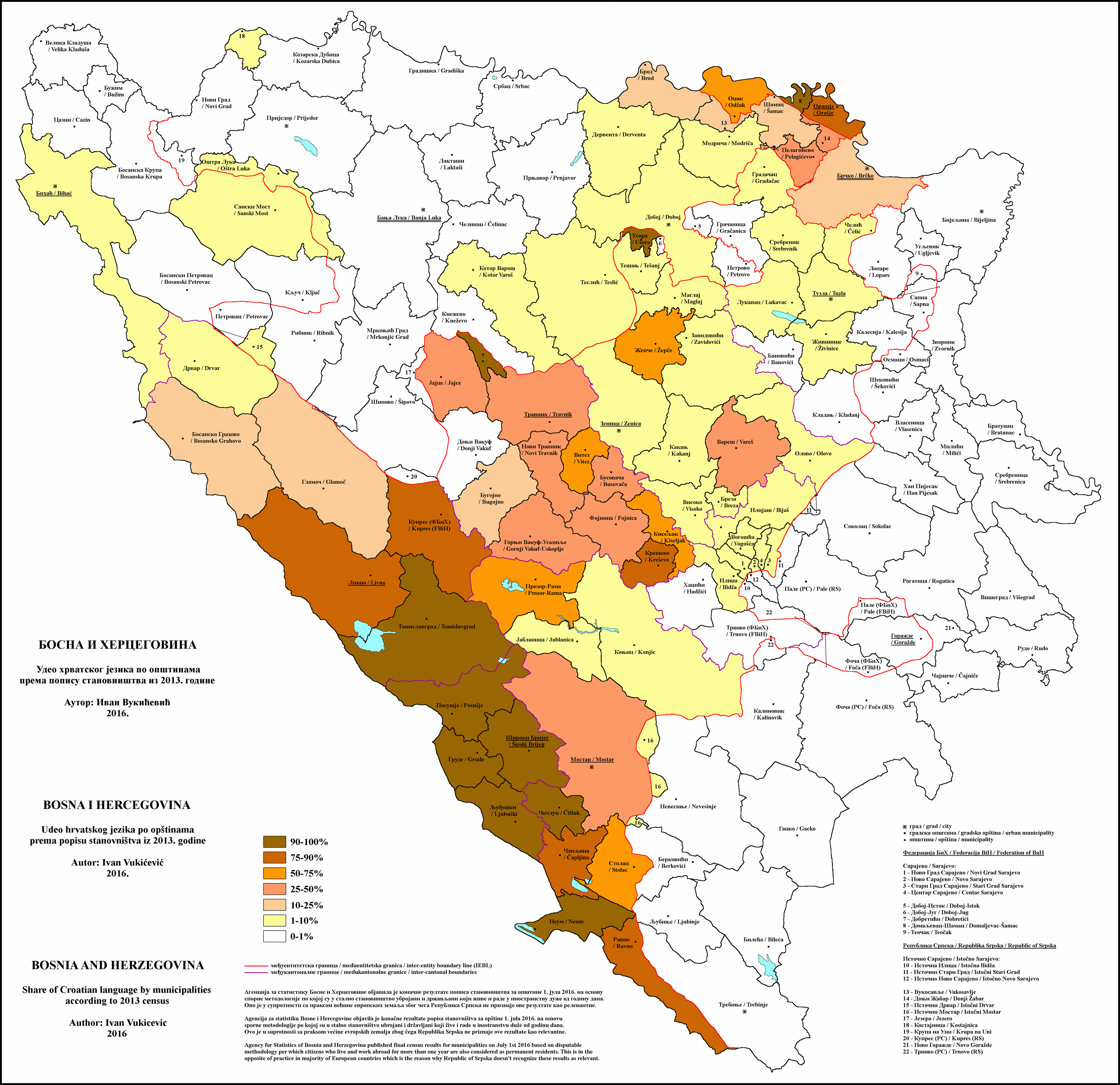
Поширення хорватської мови, 2013 рік

## Релігії
| Релігії в Боснії і Герцеговині (2015 рік) | Релігії в Боснії і Герцеговині (2015 рік) | Релігії в Боснії і Герцеговині (2015 рік) | Релігії в Боснії і Герцеговині (2015 рік) | Релігії в Боснії і Герцеговині (2015 рік) |
| ----------------------------------------- | ----------------------------------------- | ----------------------------------------- | ----------------------------------------- | ----------------------------------------- |
| Віросповідання:                           |                                           |                                           | Відсоток:                                 |                                           |
| мусульмани                                | мусульмани                                |                                           | 40%                                       | 40%                                       |
| православні                               | православні                               |                                           | 31%                                       | 31%                                       |
| католики                                  | католики                                  |                                           | 15%                                       | 15%                                       |
| інші                                      | інші                                      |                                           | 14%                                       | 14%                                       |

Головні релігії й вірування, які сповідує, і конфесії та церковні організації, до яких відносить себе населення країни: іслам — 40 %, православ'я — 31 %, римо-католицтво — 15 %, інші — 14 % (станом на 2015 рік).

## Освіта
Рівень письменності 2015 року становив 98,5 % дорослого населення (віком від 15 років): 99,5 % — серед чоловіків, 97,5 % — серед жінок.
Дані про державні витрати на освіту у відношенні до ВВП країни, станом на 2015 рік, відсутні. Середня тривалість освіти становить 14 років, для хлопців — до 14 років, для дівчат — до 15 років (станом на 2014 рік).

## Охорона здоров'я
Забезпеченість лікарями в країні на рівні 1,93 лікаря на 1000 мешканців (станом на 2013 рік). Забезпеченість лікарняними ліжками в стаціонарах — 3,5 ліжка на 1000 мешканців (станом на 2010 рік). Загальні витрати на охорону здоров'я 2014 року становили 9,6 % ВВП країни (24-те місце у світі).
Смертність немовлят до 1 року, станом на 2015 рік, становила 5,72 ‰ (169-те місце у світі); хлопчиків — 5,79 ‰, дівчаток — 5,64 ‰. Рівень материнської смертності 2015 року становив 11 випадків на 100 тис. народжень (157-ме місце у світі).
Боснія і Герцеговина входить до складу ряду міжнародних організацій: Міжнародного руху (ICRM) і Міжнародної федерації товариств Червоного Хреста і Червоного Півмісяця (IFRCS), Дитячого фонду ООН (UNISEF), Всесвітньої організації охорони здоров'я (WHO).

### Захворювання
Кількість хворих на СНІД 2003 року дорівнювала 900 особам, дані про відсоток інфікованого населення в репродуктивному віці 15-49 років станом на 2015 рік відсутні. 2000 року від цієї хвороби в країні померло 100 осіб.
Частка дорослого населення з високим індексом маси тіла 2014 року становила 19,2 % (47-ме місце у світі); частка дітей віком до 5 років зі зниженою масою тіла становила 1,5 % (оцінка на 2012 рік). Ця статистика показує як власне стан харчування, так і наявну/гіпотетичну поширеність різних захворювань.

### Санітарія
Доступ до облаштованих джерел питної води 2015 року мало 99,7 % населення в містах і 100 % в сільській місцевості; загалом 99,9 % населення країни. Відсоток забезпеченості населення доступом до облаштованого водовідведення (каналізація, септик): в містах — 98,9 %, в сільській місцевості — 92 %, загалом по країні — 94,8 % (станом на 2015 рік).

## Соціально-економічне положення
Співвідношення осіб, що в економічному плані залежать від інших, до осіб працездатного віку (15—64 роки) загалом становить 40,7 % (станом на 2015 рік): частка дітей — 19 %; частка осіб похилого віку — 21,7 %, або 4,6 потенційно працездатного на 1 пенсіонера. Загалом дані показники характеризують рівень затребуваності державної допомоги в секторах освіти, охорони здоров'я і пенсійного забезпечення, відповідно. За межею бідності 2011 року перебувало 17,2 % населення країни. Розподіл доходів домогосподарств в країні виглядає таким чином: нижній дециль — 2,7 %, верхній дециль — 27,3 % (станом на 2007 рік).
Станом на 2016 рік, уся країна була електрифікована, усе населення країни мало доступ до електромереж. Рівень проникнення інтернет-технологій високий. Станом на липень 2015 року в країні налічувалось 2,516 млн унікальних інтернет-користувачів (89-те місце у світі), що становило 65,1 % загальної кількості населення країни.

### Трудові ресурси
Загальні трудові ресурси 2015 року становили 1,47 млн осіб (132-ге місце у світі). Зайнятість економічно активного населення у господарстві країни розподіляється таким чином: аграрне, лісове і рибне господарства — 19 %; промисловість і будівництво — 30 %; сфера послуг — 51 % (2013). 24,72 тис. дітей у віці від 5 до 14 років (5 % загальної кількості) 2006 року були залучені до дитячої праці. Безробіття 2014 року дорівнювало 43,9 % працездатного населення, 2013 року — 43,9 % (198-ме місце у світі); серед молоді у віці 15-24 років ця частка становила 62,8 %, серед юнаків — 62,8 %, серед дівчат — 62,8 % (1-ше місце у світі). Наведено офіційні дані статистики, реальний стан безробіття невідомий через велику частку сірої економіки.

## Кримінал

### Наркотики

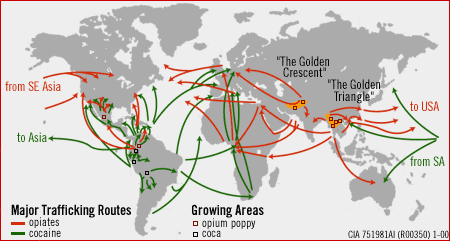
Світові маршрути наркотрафіку

Зростаюча роль, як транзитної країни для наркотрафіку героїну до Західної Європи, невеликої кількості марихуани; вкрай уразлива для відмиванню грошей, через відсутність регульованої економіки, слабких правоохоронних органів, поширеної корупції.

### Торгівля людьми
Згідно зі щорічною доповіддю про торгівлю людьми (англ. Trafficking in Persons Report) Управління з моніторингу та боротьби з торгівлею людьми Державного департаменту США, уряд Боснії і Герцеговини докладає значних зусиль в боротьбі з явищем примусової праці, сексуальної експлуатації, незаконною торгівлею внутрішніми органами, але законодавство відповідає мінімальним вимогам американського закону 2000 року щодо захисту жертв (англ. Trafficking Victims Protection Act’s) не в повній мірі, країна знаходиться у списку другого рівня.

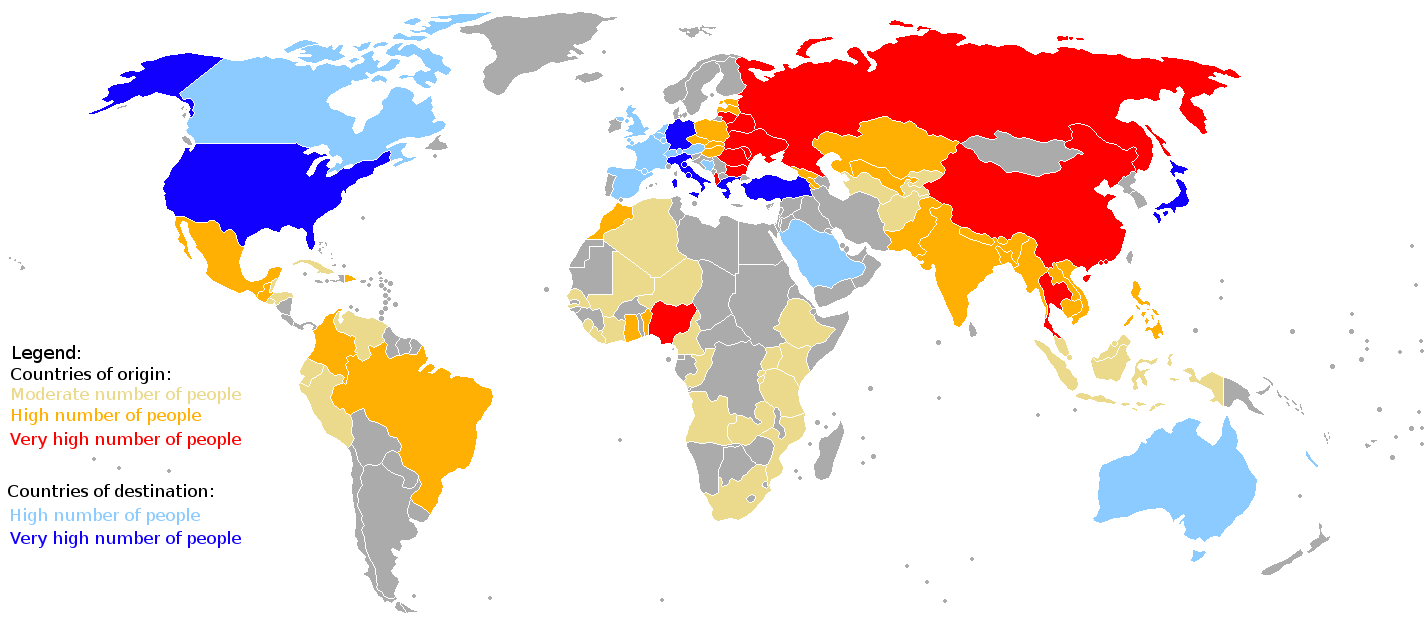
Країни-донори (червоний) і країни-реципієнти кримінальних потоків  (англ.)
Глобальна боротьба з торгівлею людьми (англ.)

## Гендерний стан
Статеве співвідношення (оцінка 2015 року):
- при народженні — 1,07 особи чоловічої статі на 1 особу жіночої;
- у віці до 14 років — 1,07 особи чоловічої статі на 1 особу жіночої;
- у віці 15-24 років — 1,07 особи чоловічої статі на 1 особу жіночої;
- у віці 25-54 років — 1,01 особи чоловічої статі на 1 особу жіночої;
- у віці 55-64 років — 0,92 особи чоловічої статі на 1 особу жіночої;
- у віці старше за 64 роки — 0,64 особи чоловічої статі на 1 особу жіночої;
- загалом — 0,95 особи чоловічої статі на 1 особу жіночої[1].

## Демографічні дослідження
Демографічні дослідження в країні ведуться рядом державних і наукових установ:
- Статистичне управління Боснії і Герцеговини (серб. Federalni zavod za statistiku).

### Переписи
Переписи в Боснії і Герцеговині проводяться регулярно з 1965р. проводяться вони раз на 5 років. За цими переписами можемо сказати, що до 1990-х. років населення країни жваво збільшувалося. Але війна змусила багатьох людей виїхати і населення країни скоротилось зараз спостерігається деяка стабільність у демографічному стані.

### Українською
- Атлас. 10-11 клас. Економічна і соціальна географія світу / упорядники :  О. Я. Скуратович, Н. І. Чанцева. — К. : ДНВП «Картографія», 2010. — ISBN 978-966-475-639-3.
- Атлас світу / голов. ред. І. С. Руденко ; зав. ред. В. В. Радченко ; відп. ред. О. В. Вакуленко. — К. : ДНВП «Картографія», 2005. — 336 с. — ISBN 9666315467.
- Безуглий В. В. Економічна і соціальна географія зарубіжних країн : Навчальний посібник. — К. : ВЦ «Академія», 2007. — 704 с. — ISBN 978-966-580-239-6.
- Безуглий В. В., Козинець С. В. Регіональна економічна і соціальна географія світу : Навчальний посібник. — видання 2-ге, доп., перероб. — К. : ВЦ «Академія», 2007. — 688 с. — ISBN 966-580-144-9.
- Гудзеляк І. І. Географія населення: Навчальний посібник / І. Гудзеляк. — Л. : Видавничий центр ЛНУ імені Івана Франка, 2008. — 232 с. — ISBN 978-966-613-599-8.
- Дахно І. І. Країни світу: Енциклопедичний довідник / І. І. Дахно, С. М. Тимофієв. — К. : Мапа, 2011. — 606 с. — (Бібліотека нового українця) — ISBN 978-966-8804-23-6.
- Дахно І. І. Економічна географія зарубіжних країн : навчальний посібник. — К. : Центр учбової літератури, 2014. — 319 с. — ISBN 978-611-01-0682-5.
- Джаман В. О. Регіональні системи розселення: демографічні аспекти. — Чернівці : Рута, 2003. — 392 с. — ISBN 9665685988.
- Дорошенко Л. С. Демографія: Навчальний посібник. — К. : МАУП, 2005. — 112 с. — ISBN 966-608-442-2.
- Дубович І. А. Країнознавчий словник-довідник. — 5-те вид., перероб. і доп. — К. : Знання, 2008. — 839 с. — ISBN 978-966-346-330-8.
- Економічна і соціальна географія країн світу. Навчальний посібник / За ред. Кузика С. П. — Л. : Світ, 2002. — 672 с. — ISBN 966-603-178-7.
- Загальна медична географія світу / В. О. Шевченко [та ін.] — К. : [б.в.], 1998. — 178 с.
- Крисаченко В. С. Динаміка населення: Популяційні, етнічні та глобальні виміри. — К. : Видавництво Національного інституту стратегічних досліджень, 2005. — 368 с. — ISBN 966-554-083-1.
- Любіцева О. О., Мезенцев К. В., Павлов С. В. Географія релігій. — К. : АртЕК, 1999. — 504 с. — ISBN 966-505-006-0.
- Масляк П. О. Країнознавство. — К. : Знання, 2007. — 292 с. — (Вища освіта XXI століття)
- Масляк П. О., Дахно І. І. Економічна і соціальна географія світу / П. О. Масляк, І. І. Дахно ; за ред. П. О. Масляка. — К. : Вежа, 2003. — 280 с. — ISBN 966-7091-53-8.

### Російською
- (рос.) Югославия // Демографический энциклопедический словарь / главн. ред. Валентей Д. И. — М. : Советская энциклопедия, 1985. — 608 с.
- (рос.) Югославия // Страны и народы. Зарубежная Европа. Восточная Европа / Редкол. : В. П. Максаковский (отв. ред.), Ю. В. Иванова и др. — М. : «Мысль», 1980. — 349 с. — (Страны и народы) — 180 тис. прим.
- (рос.) Атлас народов мира / Отв. ред. С. И. Брук и В. С. Апенченко. — М. : ГУГК ГГК СССР и Институт этнографии им. Н. Н. Миклухо-Маклая АН СССР, 1964. — 185 с. — 20 тис. прим.
- (рос.) Численность и расселение народов мира. Этнографические очерки / под ред. С. И. Брука. — М. : Издательство АН СССР, 1962. — 487 с.
- (рос.) Лаппо Г. М. География городов: Учебное пособие для географических факультетов вузов. — М. : Туманит, изд. центр ВЛАДОС, 1997. — 476 с. — ISBN 5-691-00047-0.
- (рос.) Урланис Б. Ц. Рост населения в Европе (опыт исчисления). — М. : ОГИЗ-Госполитиздат, 1941. — 436 с.
- (рос.) Ягельский А. География населения. — М. : Прогресс, 1980. — 383 с.